# Mont Tsurugi (Hokkaidō)
Pour les articles homonymes, voir Tsurugi (homonymie).
Le mont Tsurugi (剣山, Tsurugi-san), d'une altitude de 1 205 m, se trouve dans les monts Hidaka à Hokkaidō au Japon. La route du sanctuaire du mont Tsurugi mène en haut de ce sommet.